# Liste des intercommunalités à La Réunion

Carte des intercommunalités de la Réunion.

Depuis le 1er janvier 2017, le département de La Réunion est couvert par 5 établissements publics de coopération intercommunale : tous sont des communautés d'agglomération.

## Intercommunalités à fiscalité propre
| Forme juridique            | Nom                                                | no SIREN  | Date de création | Nombre de communes | Population (der. pop. légale) | Superficie (km2) | Densité (hab./km2) | Siège        | Président            | Type de fiscalité |
| -------------------------- | -------------------------------------------------- | --------- | ---------------- | ------------------ | ----------------------------- | ---------------- | ------------------ | ------------ | -------------------- | ----------------- |
| Communauté d'agglomération | CA Communauté intercommunale des Villes solidaires | 249740077 | 31 décembre 2002 | 6                  | 181 289 (2021)                | 378,10           | 479                | Saint-Pierre | Michel Fontaine      | FPU               |
| Communauté d'agglomération | CA Communauté intercommunale du Nord de La Réunion | 249740119 | 31 décembre 2000 | 3                  | 213 402 (2021)                | 287,80           | 741                | Saint-Denis  | Gérald Maillot       | FPU               |
| Communauté d'agglomération | CA Communauté intercommunale Réunion Est           | 249740093 | 31 décembre 2001 | 6                  | 127 924 (2021)                | 735,80           | 174                | Saint-Benoît | Jean-Paul Virapoullé | FPU               |
| Communauté d'agglomération | CA du Sud                                          | 249740085 | 1er janvier 2010 | 4                  | 132 929 (2021)                | 564,70           | 235                | Le Tampon    | André Thien Ah Koon  | FPU               |
| Communauté d'agglomération | CA Territoire de la Côte Ouest                     | 249740101 | 31 décembre 2001 | 5                  | 215 613 (2021)                | 537,20           | 401                | Le Port      | Emmanuel Séraphin    | FPU               |